# Penjamillo (kommun i Mexiko)
Penjamillo är en kommun i Mexiko.   Den ligger i delstaten Michoacán de Ocampo, i den centrala delen av landet, 300 km väster om huvudstaden Mexico City.
Följande samhällen finns i Penjamillo:
- Penjamillo de Degollado
- Ansihuacuaro
- Tirimácuaro
- La Luz
- San Antonio Carupo
- Patámbaro
- Arroyuelos
- Nuevo Rodeo
- La Poma
- Los Fresnos
- San Isidro
- El Tecuán
- El Guayabo
- Zerecuato
- Vado Blanco
- El Viejo Rodeo
- El Mezquite de Hernández